# Apači
Apači (angleško: Apache) so eno najpomembnejših ljudstev velike etnolingvistične družine Athapaskan na jugozahodu Amerike.

## Skupine
Apače delimo v dve glavni geografski skupini, zahodne in vzhodne Apače. 

### Zahodni Apači
Skupina zahodnih Apačev, imenovana tudi Coyotero, vključuje naslednja plemena:
- San Carlos Apači, ki so nadalje razdeljeni na lokalne skupine Apache Peaks, Arivaipa (Aravaipa), Pinal in San Carlos. To pleme je zdaj naseljeno v rezervatu San Carlos v Arizoni.
- White Mountain Apači, živijo v rezervatu Fort Apache ali White Mountain, tudi v Arizoni.
- Cibecue Apači so bili nekoč na območjih Cibecue, Carrizo in Canyon Creek, danes pa živijo v rezervatu Fort Apache.
- Pleme Tonto Apači prebiva tudi v Arizoni v rezervatu Tonto Apache. Nekateri te Indijance delijo na dve plemeni Tonto, in sicer na Severno in Južno Tonto.

Vsa ta plemena Apačev so se skupaj imenovala tudi San Carlos Apači.

### Vzhodni Apači
Druga večja veja Apačev so vzhodni Apači, ki zdaj živijo v rezervatih v Novi Mehiki in Oklahoma. To so:
- Jicarilla Apači v rezervatu Jicarilla Apache;
- Mescalero Apači v rezervatu Mescalero Apache;
- Lipan Apači so Indijanci iz Zahodnega Teksasa, njihovi potomci so verjetno še vedno v rezervatu Mescalero Apache, vendar izgubljajo svojo identiteto. V Teksasu še vedno živijo Lipani ali njihovi potomci, njihov jezik je izumrl.

Pleme Chiricahua Apači, kateri so spadali k Zahodnim Apačem, nekateri pa so jih imeli za samostojno skupino osrednjih Apačev, saj so njihove vzhodne skupine imele tesne stike  imeli stike z zahodnimi Mescalero skupinami, je bilo po vojnah proti belcem, ki jih je vodil Geronimo, deportirano na območje Floride, kjer so mnogi umrli. Po desetih letih so jima dovolili vrnitev na Zahod, danes pa živijo v Oklahomi in v rezervatu Mescalero v Novi Mehiki.

### Kiowa Apači
Nadalje ločimo pleme Kiowa Apači, prej imenovano Cataka, je že od zgodovinskih časov živelo v povezavi z Indijanci Kiowa. Plemeni sta se skupaj potepali in kampirali, danes pa živita skupaj v Oklahomi. Apači Kiowa so kljub temu ohranili svoj jezik in niso prevzeli jezika Kiowa. V plemenu Kiowa so jih imenovali Semat.

### Sorodne in povezane skupine
Najbližji sorodniki Apačev so Indijanci Navajo, po njihovem izročilu so bili Apači in Navajo nekoč eno ljudstvo, ki se je kasneje razdelilo. Jezik Indijancev Navajo uvrščamo med južne Atapaske in spada med apaške jezike. 
Apači so verjetno bili povezani z izumrlimi plemeni Jano, Jocome in zelo agresivnimi Toboso Indijanci iz severne Mehike. Ta plemena so izumrla in so na splošno razvrščena kot del družine Athapaskan.

## Etimologija
Ime Apači je vzeto iz imena jezika Zuni, àpachu, "sovražniki", sami sebe imenujejo "Inde" ali "N'de, "ljudje".

## Območje
Domovina Apačev, ki je zdaj del rezervatov, je bilo veliko območje v današnjih zveznih državah Nova Mehika, Arizona, zahodni Teksas in jugovzhodni Kolorado. Pogosto so prodirali v severno Mehiko.

## Zgodovina
Athapaski naj bi izvirali iz zahodne Kanade in Aljaske, od koder so se razširili proti jugu. Nekateri od njih, današnji Pacifiški ali Centralni Athapaski, so se naselili na območju jugozahodnega Washingtona, jugozahodne Oregon in severozahodne Kalifornije. Del je nadaljeval proti jugu, kjer jih je odprava  Coronada prvič srečala leta 1540. Prvi jih je imenovali Apači Ońate  1598. Mooney (1928) je ocenil, da jih je bilo leta 1600 okoli 5000. S prihodom Špancev se je začela njihova zgodovina polna krvavih spopadov in vojn, najprej s Španci in kasneje (sredi 19. stoletja) z Američani. V tem času so Apači dali številne slavne poglavarje, Cochise, Geronimo, Mangas Coloradas in Victorio so bili nekateri najbolj znani.
Apaške vojne so se končale proti koncu 19. stoletja. Avgusta 1886 so bili Geronimo in njegovi Apači Chiricahua in Mimbreño (skupaj 340) poslani v Fort Marion na Floridi, kjer jih je veliko število umrlo. Oktobra 1894 se je preostalih 296 pripadnikov z Geronimom vrnilo v Oklahomo v Fort Sill, kjer so bili še vedno zaprti kot vojni ujetniki. Tam je Geronimo umrl zaradi pljučnice leta 1909 v starosti 80 let. Chiricahua v Fort Sillu, vključno s tistimi, rojenimi na Floridi in v Oklahomi, so bili po Geronimovem ujetju zaprti kot vojni ujetniki do uradne izpustitve 1913 Tistega leta jih je 87 prejelo zemljo v Oklahomi. Nekateri Chiricahua so se pozneje vrnili v Novo Mehiko, kjer še vedno živijo v rezervatu Mescalero, nekateri pa so ostali v Oklahomi pri plemenih Kiowa in Kiowa Apache.

## Kultura, življenje in običaji
Apači so bili nomadi, lovci in nabiralci, organizirani v manjše skupine, ki so se ukvarjale z lovom in nabiralništvom, precejšen del dobrin so pridobili tudi od plenjenja sosednjih plemen Pueblo in kasnejših španskih naseljencev. Med zahodnimi Apači najdemo nekaj obdelovanja zemlje. Ko so prejeli  konje od Špancev, so postali zelo spretni jezdeci in še nevarnejši bojevniki. Klasično bivališče je bilo preprosto zavetje iz vej in grmovja, takšno zavetje, imenovano "wickiup", ki se pojavlja med Chiricahua plemenom. Drugi Apači so gradili kupolaste koče z ogrodjem iz bombaževega lesa (Populus deltoides), prekrite s travo, ki so jo imenovali kowa. Njihovi sorodniki Navajo so imeli večja bivališča, znana kot "hogani". Družba je bila matrilinearna in matrilokalna, kot pri Hopi in Navajo. Apaška oblačila so bila izdelana iz jelenje kože za moške in ženske. Pri moških so jo sestavljali srajca, nogavice, obvezni predpasniki in visoki mokasini. Nosili so tudi jelenove kape z atraktivnimi simboli. Ženske so nosile krila iz jelenje kože in visoke mokasine iz istega materiala. 
Apači so si hrano pridobivali predvsem z lovom. Lovili so jelene, medvede, divje purane (Pueblosi so jih redili), zajce, gorske leve in drugo divjad; nekateri prerijski Apači so lovili tudi bivole. Apači rib niso lovili ali jedli.

## Demografija
Po podatkih iz leta 2010 je trenutno registriranih približno 100.000 pripadnikov vseh apaških plemen skupaj, večino dohodka pa predstavljajo turizem, kmetijstvo in igre na srečo.

### Slavni Apači
- David Jet Black Horse, modni oblikovalec

Glej tudi:
- Zahodni Apači
- Mescalero Apači
- Jicarilla Apači
- Lipan Apači
- Chiricahua Apači
- Kiowa Apači

## Vir
https://enciklopedija.hr/clanak/apasi